# Archäologisches Landesmuseum Baden-Württemberg
Das Archäologische Landesmuseum Baden-Württemberg (ALM) betreut die Landesarchäologie von Baden-Württemberg, indem es archäologische Funde aus dem Land aufbewahrt, erforscht und präsentiert. Es ist zusammen mit dem Haus der Geschichte Baden-Württemberg in Stuttgart eines von nur zwei historisch ausgerichteten Museen mit einem Zuständigkeitsbereich für das ganze Land Baden-Württemberg. Seine Rechtsform ist die eines Landesbetriebs. Die Ausstellungsfläche beträgt – einschließlich der der Zweigmuseen – 8.717 m².

## Geografische Lage

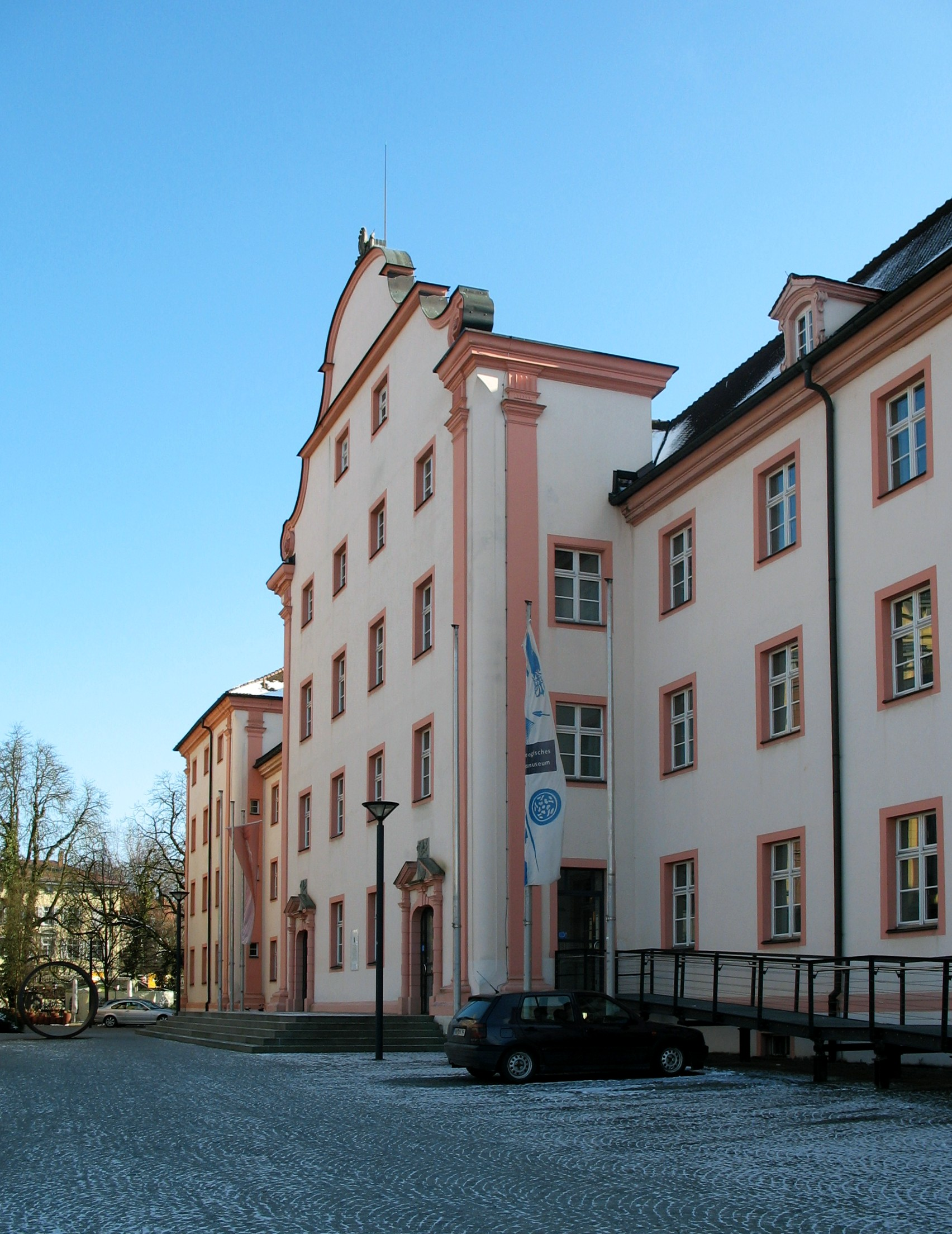
Haupteingang

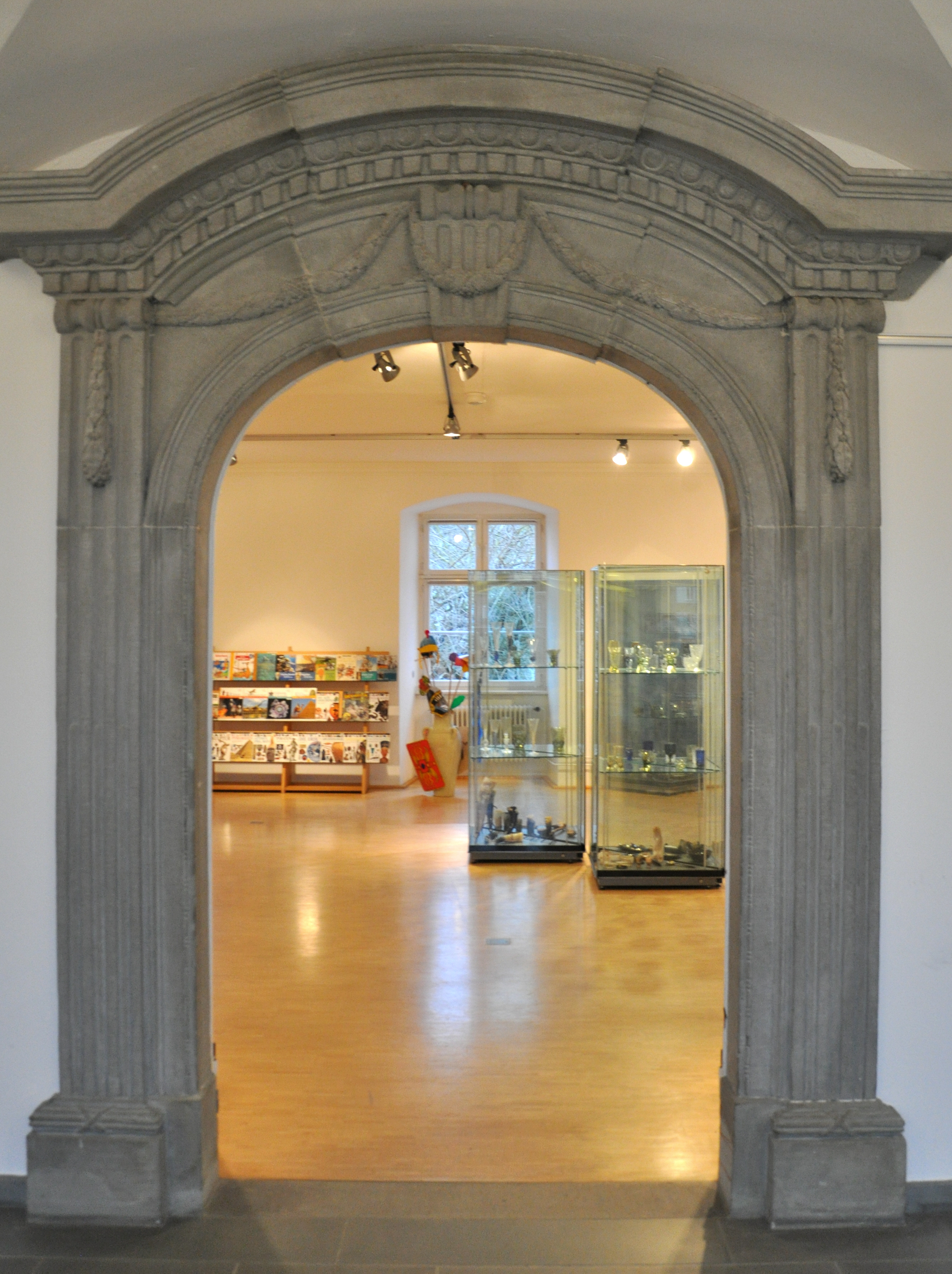
Kasse/Museumsladen

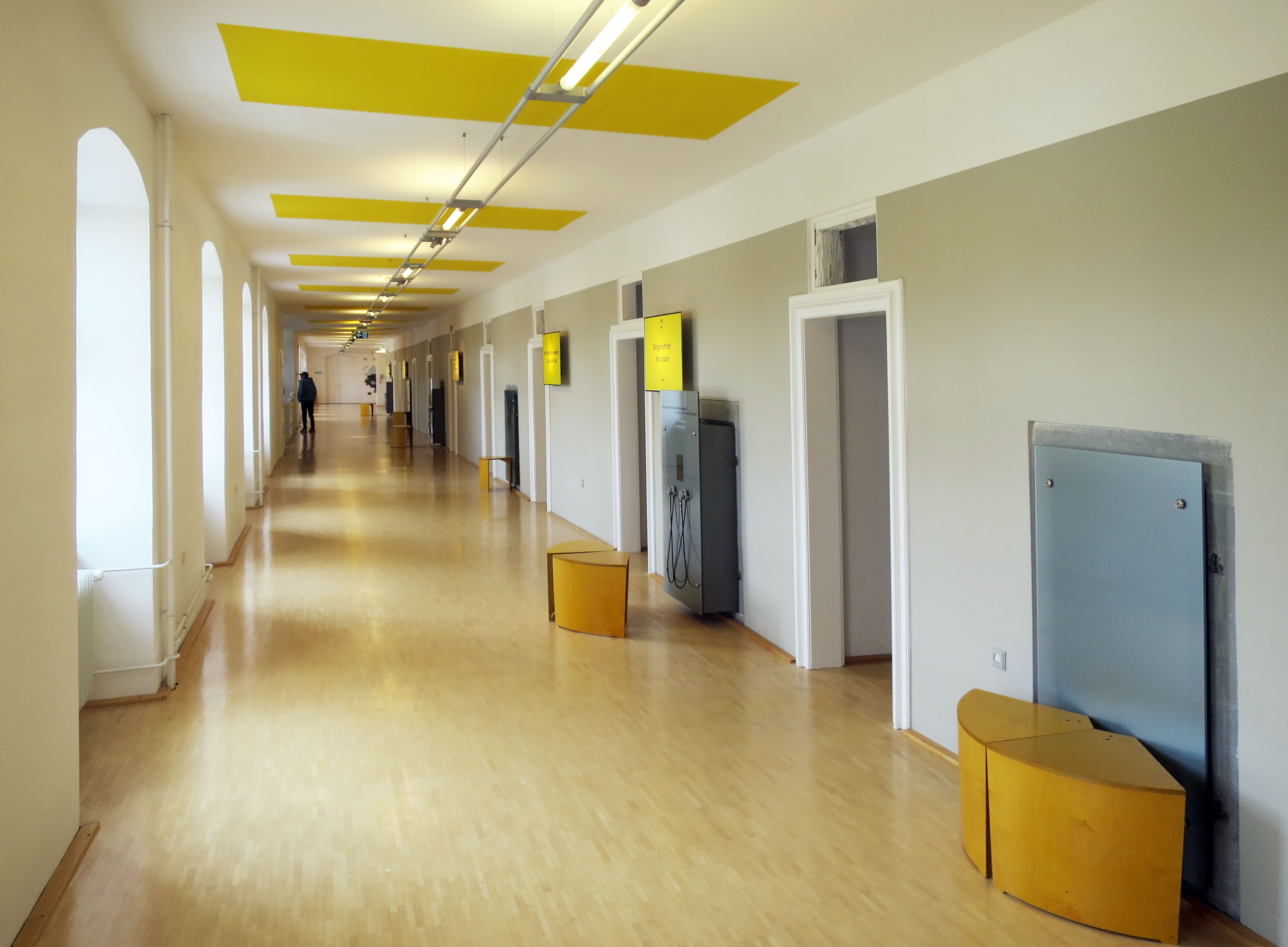
Gang – erkennbar geblieben ist die historische Struktur der Klosterzellen.

Die zentrale Schausammlung befindet sich im Konventsgebäude der ehemaligen Benediktinerabtei Petershausen in Konstanz. Weitere Sammlungen und Ausstellungen im Land werden in sieben Zweigmuseen gezeigt.

## Geschichte
Am 8. Juni 1990 beschloss das Kabinett ein Landesmuseum für Archäologie. Gründungsdirektor war Dieter Planck, der Landesarchäologe von Baden-Württemberg und Präsident des Landesamts für Denkmalpflege Baden-Württemberg. Bis zu dessen Pensionierung 2009 bestand so eine enge Verbindung zwischen beiden Einrichtungen.
Da in Stuttgart für ein Landesmuseum geeignete Räumlichkeiten fehlten, in Konstanz aber das ehemalige Kloster Petershausen als Landesliegenschaft leer stand, wurde dort mit der Umsetzung des Projekts begonnen – ursprünglich als Außenstelle des später zu errichtenden Museums in der Landeshauptstadt – wozu es letztlich nie kam. Das Klausurgebäude des Klosters Petershausen war in seiner barocken Struktur mit langen Gängen und daran aufgereihten Klosterzellen noch gut erhalten und zuletzt von der Französischen Armee genutzt worden. Bei der Umgestaltung zum Museum wurde diese historische Struktur weitgehend erhalten, um Ausstellungsräume zu schaffen aber immer einige der ursprünglichen Zellen zusammengelegt. Bereits am 14. März 1992 konnte die Dauerausstellung des ALM in Konstanz eröffnen.
1994 wurde dem ALM das Römerhaus Walheim angegliedert.
Das zum ALM gehörende Zentrale Fundarchiv entstand in Rastatt und wurde am 4. Juni 1999 eröffnet, am 18. September 2000 im Museum in Konstanz ein Anbau für das 10 Jahre zuvor gefundene Bodensee-Lastschiff aus dem 14. Jahrhundert eingeweiht.
Zum 1. Januar 2003 übernahm das ALM das Römermuseum Osterburken, das Limesmuseum Aalen, den Römerkeller Oberriexingen, die Römische Abteilung Arae Flaviae im Dominikanermuseum Rottweil und das Federseemuseum in Bad Buchau.
2010 wurde Claus Wolf Chef des Museums und damit die Personalunion von ALM und Landesamt für Denkmalpflege Baden-Württemberg wieder hergestellt. Nachdem der Plan eines archäologischen Zentralmuseums in Stuttgart aufgegeben wurde, ist das ALM in Konstanz seit 2010 auch ein eigenständiges Museum mit acht Außenstellen.
Seit 2012 ist das ALM ein Landesbetrieb. Im gleichen Jahr kam noch das Urgeschichtliche Museum Blaubeuren als Zweigmuseum hinzu.
Zum Januar 2023 übernahm Nina Willburger von Barbara Theune-Großkopf die Ständige Vertretung der Wissenschaftlichen Direktion und ist damit die Leiterin der Schausammlung des ALM in Konstanz.

## Leitung
- 1990–2009 Dieter Planck, zugleich Präsident des Landesamts für Denkmalpflege Baden-Württemberg in Stuttgart, später in Esslingen
  - 1990–1992 Judith Oexle als Leiterin vor Ort
  - 1993–2010 Jörg Heiligmann als Leiter vor Ort
- 2010–2018 Jörg Heiligmann
- 2018/2019 Barbara Theune-Großkopf (kommissarisch)
- seit 2019 Claus Wolf[19], zugleich Präsident des Landesamts für Denkmalpflege Baden-Württemberg.

## Museum Konstanz
Das ALM in Konstanz beherbergt die umfangreichste Dauerausstellung des ALM. Die große Schausammlung präsentiert mit einer repräsentativen Auswahl archäologischer Funde einen Querschnitt der Landesgeschichte vom Paläolithikum bis in die Frühe Neuzeit. Diese Ausstellung umfasst 3000 m³ Ausstellungsfläche auf drei Stockwerken:

### Erdgeschoss

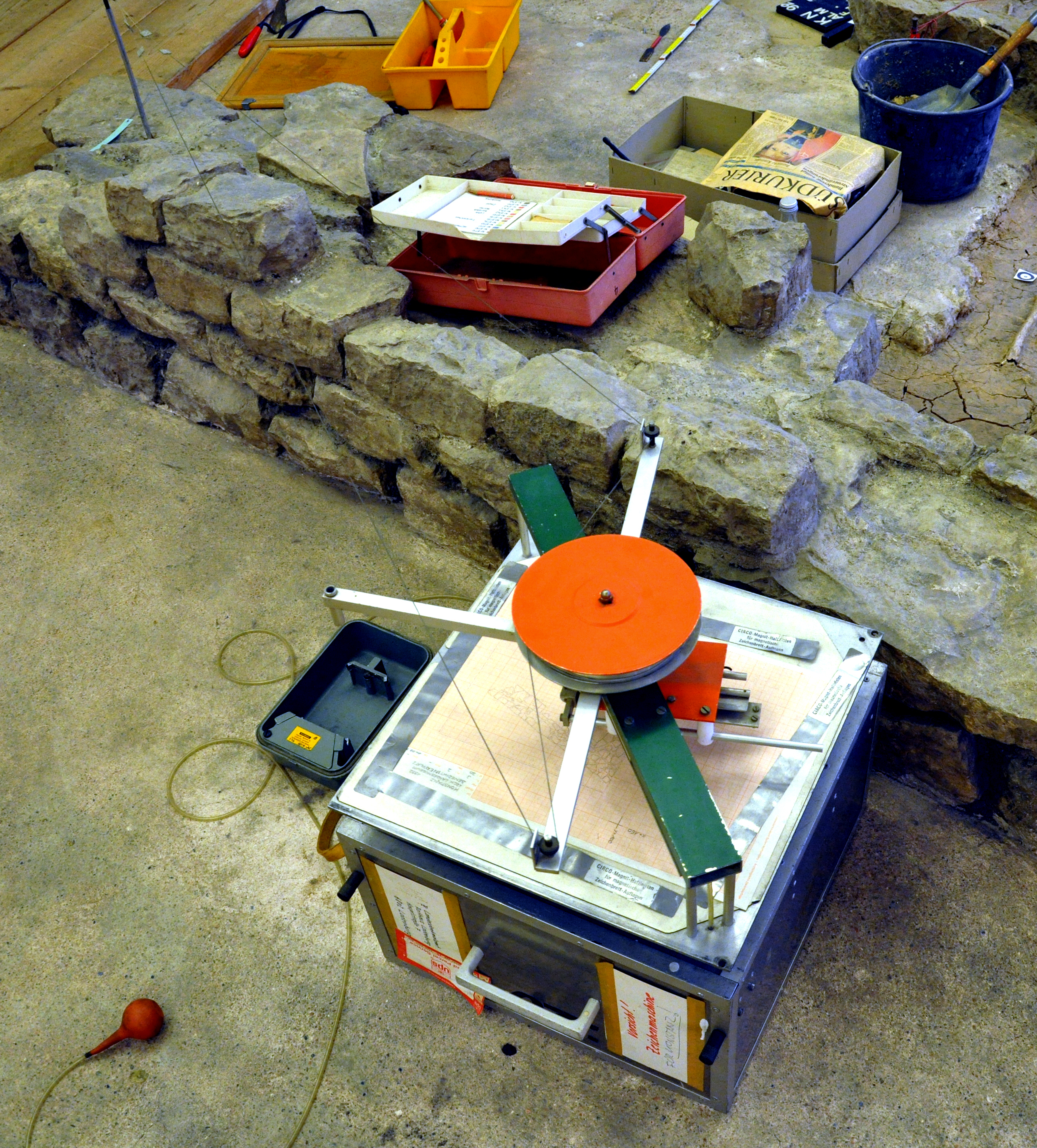
Dauerausstellung zur Methodik archäologischer Ausgrabungen, Detail: Zeichenmaschine (Feldpantograph)

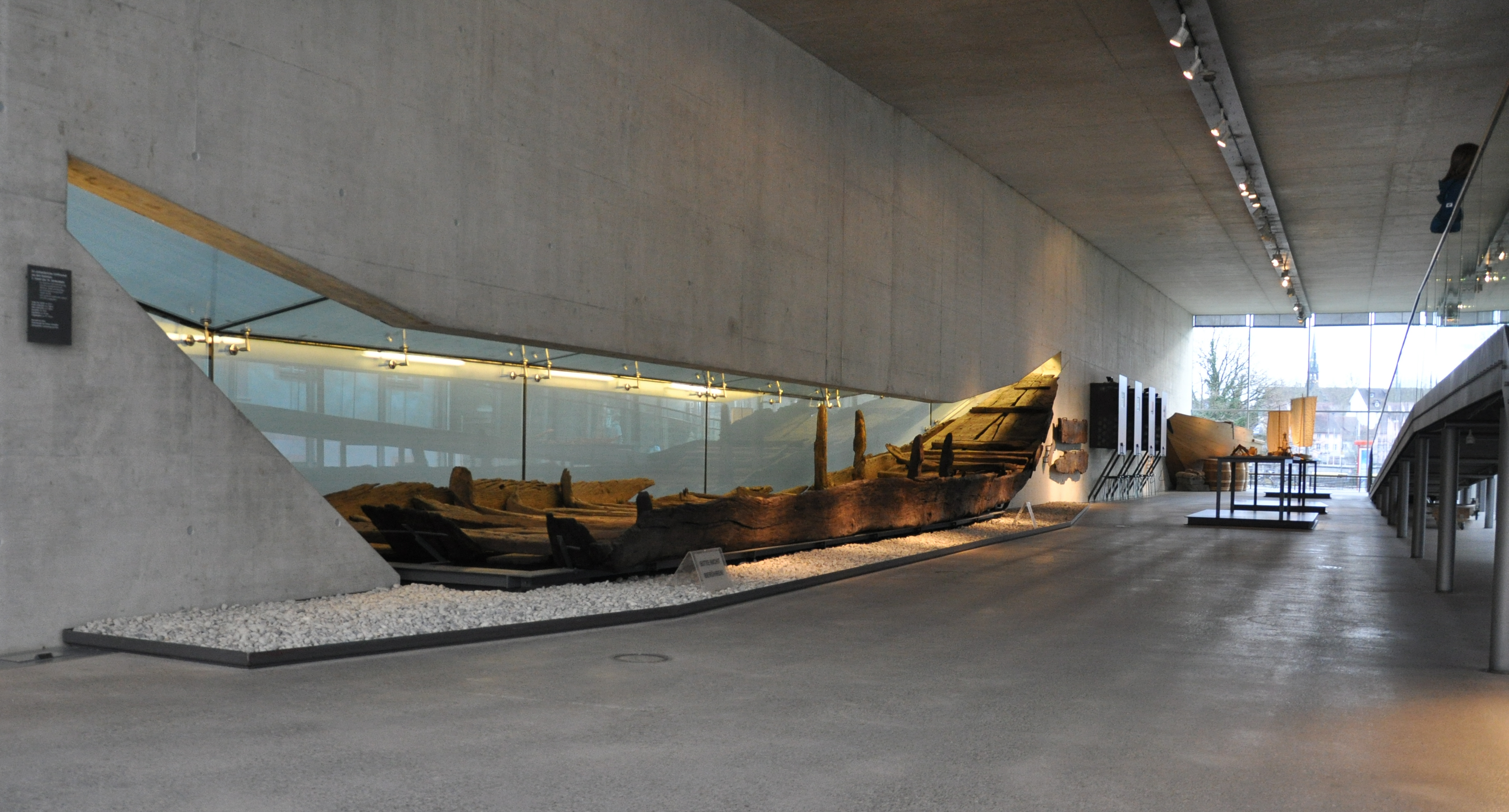
Neubau mit Dauerausstellung zur Schifffahrtsgeschichte

- Infopoint zum UNESCO-Welterbe Prähistorische Pfahlbauten um die Alpen
- Nachgestellte Grabungsstätte (Räume 101–103): Hier werden die Methoden dargestellt, mit denen der Archäologe seine Erkenntnisse bei Ausgrabungen gewinnt.
- Menhir von Weilheim
- Der Mensch (Raum 104): zur Entwicklung des Menschen
- Einbaum, Lastensegler, Dampfschiff (Raum 105): Geschichte der Schifffahrt in Südwestdeutschland
- Schiffsfunde vom Bodensee (Raum 106), darunter auch das älteste Schiff vom Bodensee, ein mittelalterliches Lastschiff, das vor Immenstaad gefunden wurde. Der Umriss des Lastkahns wird von der Außenfassade des Anbaus besonders hervorgehoben.
- Ehemaliges Refektorium (Raum 111) für Vorträge

### Erstes Obergeschoss

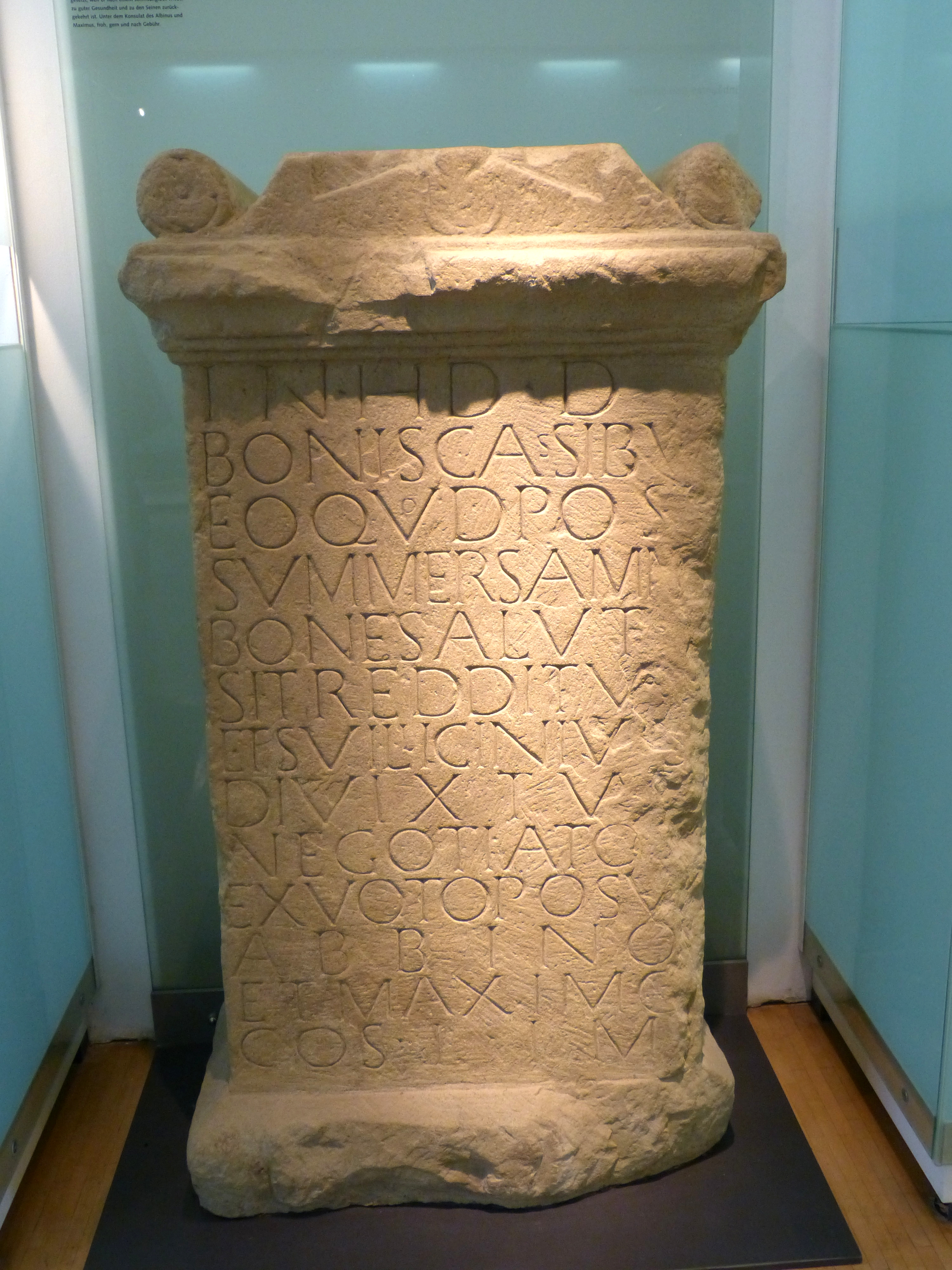
Votivstein für die Errettung nach einem Schiffsunglück (227 n. Chr.) aus Marbach am Neckar

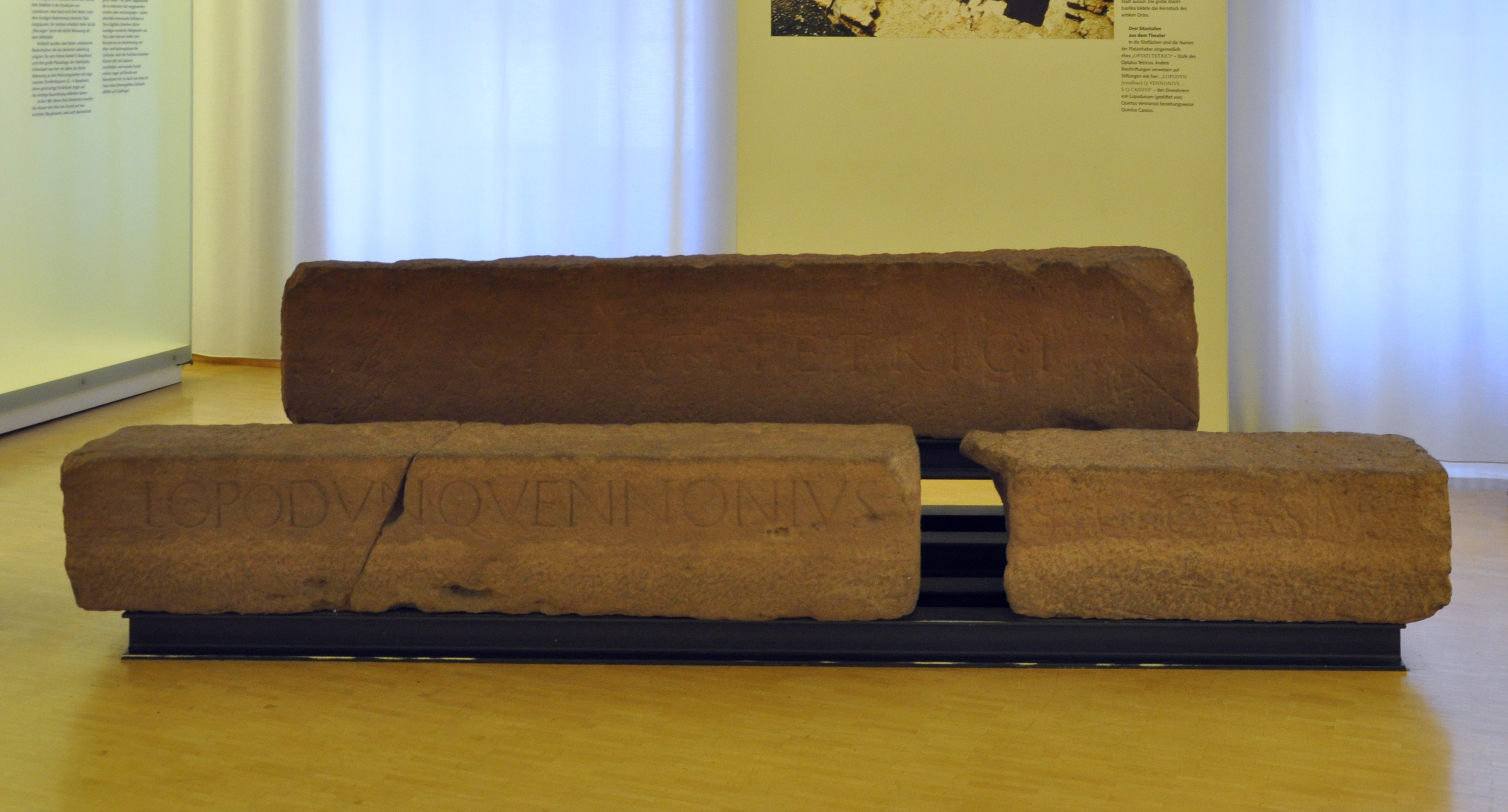
Stufen aus dem römischen Theater von Ladenburg

- Pfahlbauten am Bodensee und in Oberschwaben (Raum 201–203). Diese Ausstellung wurde 2015 eingerichtet.[20]
- Ladenburg (Raum 204): Reste der römischen Siedlung Lopodunum; Schatzfund von Ladenburg
- Lauchheim (Raum 205): Grabbeigaben
- Sonderausstellungsräume (Raum 206–208), ca. 400 m²[21]

### Zweites Obergeschoss
- Trossingen (Raum 301, 302)

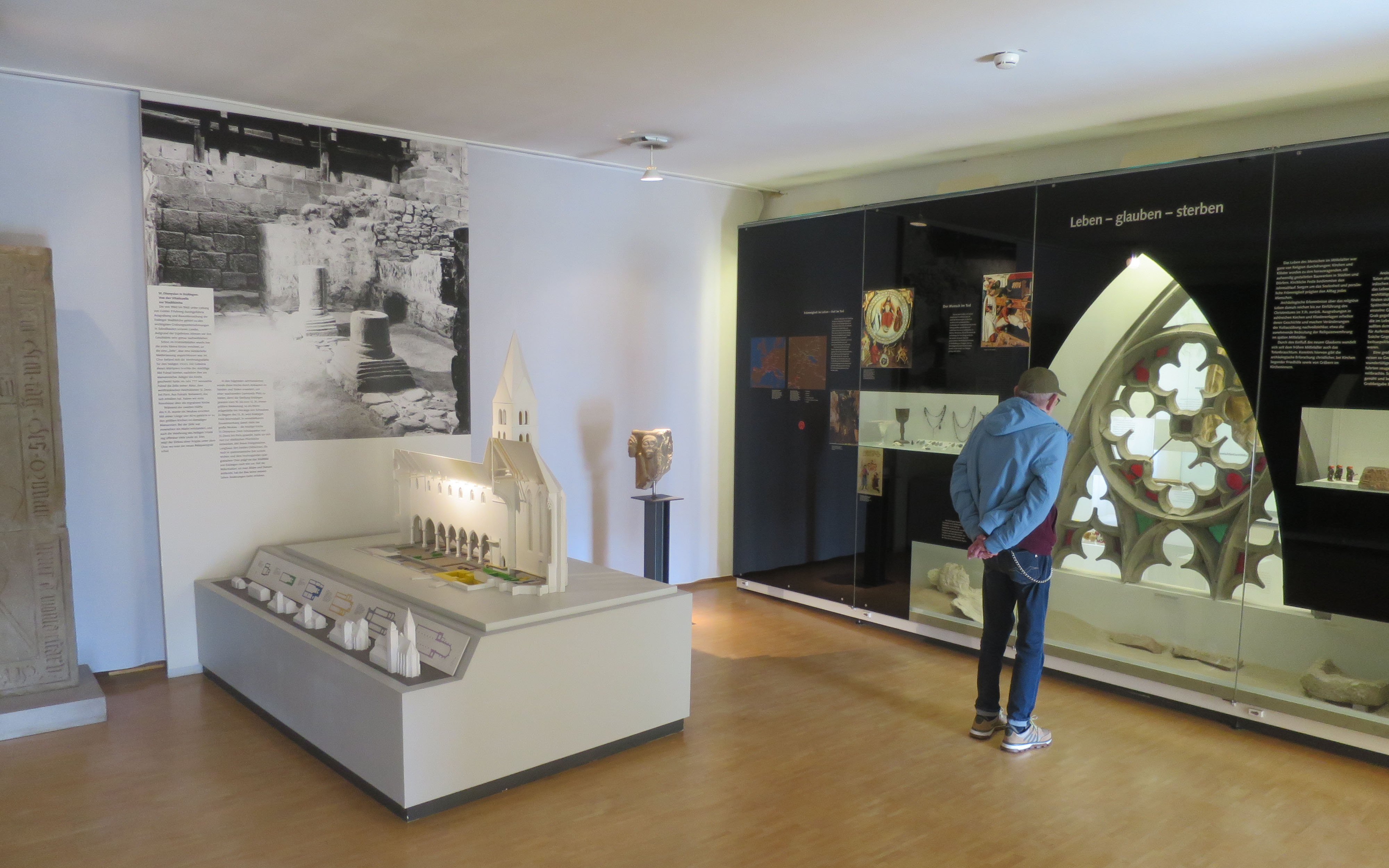
Dauerausstellung: Mittelalter

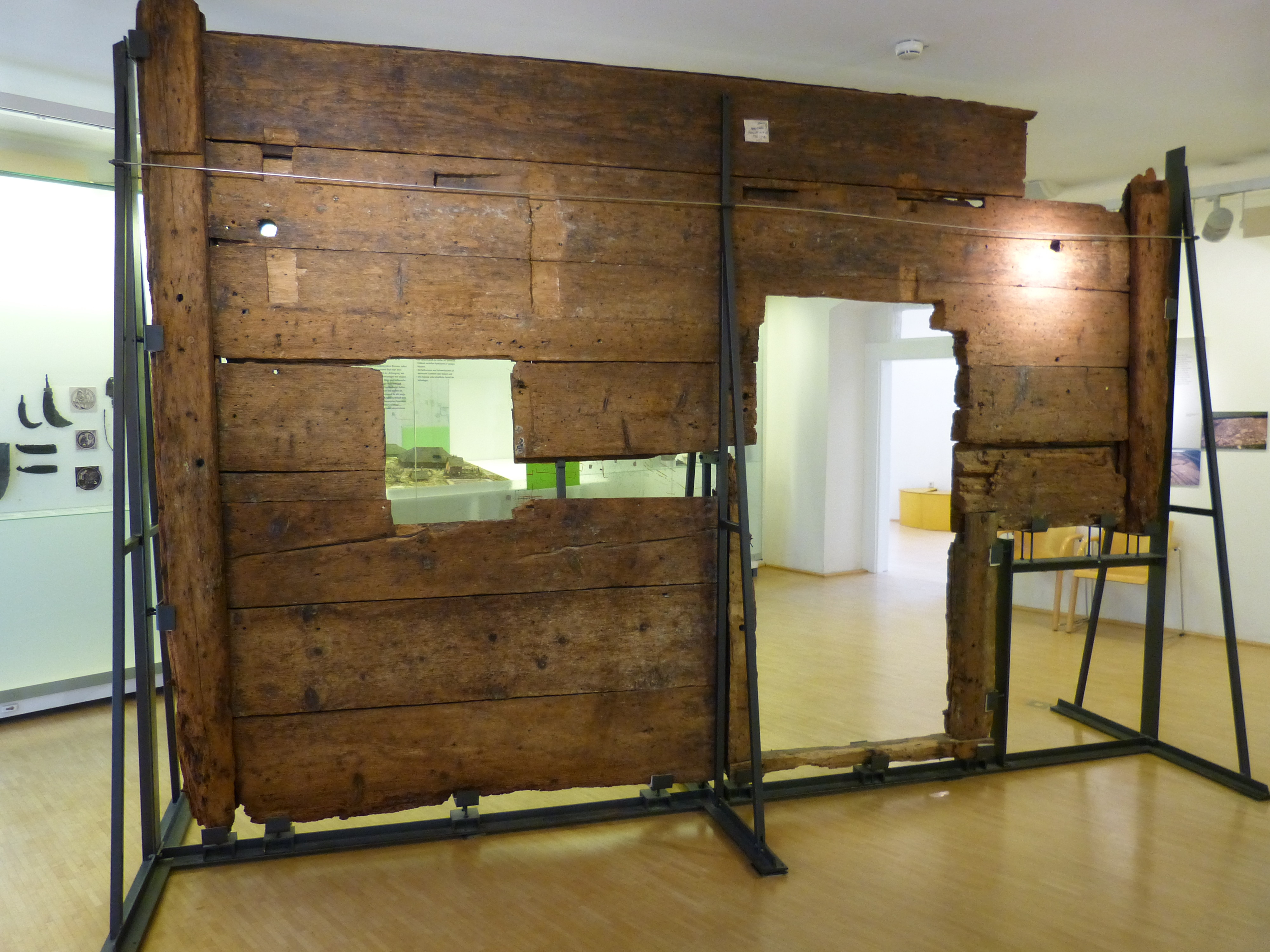
Bohlenwand aus einem mittelalterlichen Haus in Konstanz

- Lebensbedingungen in mittelalterlichen Städten und Dörfern (Raum 303)
- Konstanz (Raum 304): Stadtarchäologie – Die Entdeckungen der letzten zehn Jahre der Stadtarchäologie Konstanz und auch die Entwicklung des römischen Kastells werden präsentiert.
- Aus Latrinen lernen (Raum 305): Weggeworfenes erzählt uns die Geschichte
- Spaß und Spiel im Mittelalter (Raum 306); zu sehen ist unter anderem die älteste Maske aus Südwestdeutschland
- Gruftartefakte der Grafen von Sulz aus der Tiengener Kirche St. Maria Himmelfahrt (Raum 308): Die Religion bestimmt das Leben
- Das unterirdische Stadtarchiv (Raum 309): Die Türen zur Vergangenheit

### Besondere Exponate
- Seit 2007 präsentiert das Landesmuseum die sogenannte Trossinger Leier, einen Fund aus einer alamannischen Grabstätte bei Trossingen, die auf das Jahr 580 n. Chr. datiert wird. Die Leier ist fast vollständig erhalten und gilt als das besterhaltene Stück unter den insgesamt 15 bekannten frühmittelalterlichen Exemplaren.
- Im Eingangsbereich, im Bereich der Treppe, steht das Original des Menhirs von Weilheim, eines teilweise reliefierten Monolithen aus der frühen Bronzezeit.
- Das älteste Schiff vom Bodensee aus dem Jahr 1340 n. Chr. diente zum Transportieren von Gütern und wird in einem eigens dafür errichteten gläsernen Anbau des Museums gezeigt.

## Außenstellen, Zweigmuseen
Das Archäologische Landesmuseum Baden-Württemberg betreut folgende Außenstellen:
- Federseemuseum in Bad Buchau, zugleich zentrales Informationszentrum für das UNESCO-Welterbe Prähistorische Pfahlbauten um die Alpen[22]
- Urgeschichtliches Museum Blaubeuren, zugleich zentrales Informationszentrum für das UNESCO-Welterbe Höhlen und Eiszeitkunst der Schwäbischen Alb[23]
- Die zentralen Dokumentationsstätten des UNESCO-Welterbes Obergermanisch-Raetischer Limes:
  - Römerhaus Walheim seit 1994[24]
  - Limesmuseum Aalen seit 1. Januar 2003
  - Römermuseum Osterburken seit 2003
  - Römerkeller Oberriexingen
  - Dominikanermuseum Rottweil (Römische Abteilung) in Rottweil
- Das Zentrale Fundarchiv in Rastatt[25] ist normalerweise öffentlich nicht zugänglich. Es befindet sich im Lazarett der ehemaligen Bundesfestung Rastatt und dient dem Aufbewahren, Konservieren und Restaurieren archäologischer Funde aus Baden-Württemberg, die nicht in den Museen ausgestellt werden. Hier ist auch das Referat Zweigmuseen des Archäologischen Landesmuseums Baden-Württemberg untergebracht. Da die Kapazität des Zentralen Fundarchivs in absehbarer Zeit erschöpft sein wird, ist ein Erweiterungsbau geplant (Stand 2021).[26]

## Ausstellungen

### Landesausstellungen
Das Archäologische Landesmuseum Baden-Württemberg hat eine Reihe großer Landesausstellungen Baden-Württemberg organisiert, die überwiegend in wechselnden Ausstellungsgebäuden in Stuttgart gezeigt wurden:
- 1997: Die Alamannen
- 2001: Troia – Traum und Wirklichkeit. Hier lag die Federführung beim ALM
- 2005: Imperium Romanum – Roms Provinzen an Neckar, Rhein und Donau
- 2009: Eiszeit – Kunst und Kultur
- 2012: Die Welt der Kelten. Zentren der Macht. Kostbarkeiten der Kunst in Zusammenarbeit mit dem Landesmuseum Württemberg, dem Landesamt für Denkmalpflege und dem Historischen Museum Bern
- 2016: 4000 Jahre Pfahlbauten. Die Ausstellung wurde im Kloster Schussenried und im Federseemuseum Bad Buchau in einer Zusammenarbeit mit den Staatlichen Schlössern und Gärten Baden-Württemberg gezeigt
- 2024: Welterbe des Mittelalters – 1300 Jahre Klosterinsel Reichenau (Große Landesausstellung)[28]
- 2024/2025: THE hidden LÄND – Wir im ersten Jahrtausend[29], im Kunstgebäude Stuttgart

### Sonderausstellungen
Neben den Dauerausstellungen in Konstanz und den Zweigmuseen zeigt das ALM auch immer wieder Sonderausstellungen. In den ersten 30 Jahren seines Bestehens waren es 77 in Konstanz, 83 in den Zweigmuseen und 21 im Ausland, darunter:
- 1993: 25 Jahre Archäologie im Landkreis (Konstanz)
- 1993/94: Die Königsgruft von Mušov
- 1994: Entdeckungen – Aktuelles aus der Landesarchäologie
- 1995: Die Schraube zwischen Macht und Pracht – in Zusammenarbeit mit dem Museum Würth in Künzelsau
- 1997: Goldene Jahrhunderte – Die Bronzezeit in Südwestdeutschland
- 2000/2001: Von Augustus bis Attila – Leben am ungarischen Donaulimes
- 2002/2002: Kult der Vorzeit in den Alpen. Opfergaben – Opferplätze – Opferbrauchtum
- 2002: Über die Alpen. Menschen – Wege – Waren. Die Ausstellung wurde anschließend noch in Chur, Trient, München, Aalen, Kempten, Vaduz, Bregenz, Innsbruck und Bellinzona gezeigt.
- 2003: Entdeckungen – Aktuelles aus der Landesarchäologie
- 2005: Im Schutze mächtiger Mauern – Spätrömische Kastelle im Bodenseeraum
- 2006: Zwischen Vulkanen und Bodensee
- 2007: Entdeckungen – Aktuelles aus der Landesarchäologie
- 2009: Bevor die Römer kamen – Späte Kelten am Bodensee
- 2012: Glasklar – Archäologie eines kostbaren Werkstoffes
- 2012: Römer – Alamannen – Christen. Frühmittelalter am Bodensee
- 2016: Stadt, Land, Fluss – Römer am Bodensee
- 2017: 50 Jahre Kreisarchäologie im Landkreis Konstanz
- 2017: Zu Gast bei Juden. Leben in der mittelalterlichen Stadt
- 2020: Von Lebenslust bis Todesfurcht – Neue Ausgrabungen im Landkreis Konstanz
- 2021: Mittelalter am Bodensee – Wirtschaftsraum zwischen Alpen und Rheinfall
- 2021/2022: Magisches Land – Kult der Kelten in Baden-Württemberg[32]
- 2023: Gladiatoren – Helden des Kolosseums[32]
- 2025: Das KZ vor der Haustür (Sonderpräsentation)

### Archäologie & Playmobil
Im Dachgeschoss des ALM findet seit 2006 regelmäßig zur Weihnachtszeit die Ausstellung Archäologie und Playmobil statt. Auf 100 m² werden geschichtliche Epochen anhand von Spielzeugfiguren dargestellt. Zu den Themen gehörten:
- 2006/2007: Ritter, Wikinger und Römer
- 2008/2009: Archäologie, Mittelalter, Wikinger, Ägypter und Römer (Alexandrinischer Krieg)
- 2009/2010: Ausgrabungen in Konstanz, Leben auf einer mittelalterlichen Burg, Wikinger sowie römische Kultur im Reich der Pharaonen[34]
- 2010/2011: Ritter, Sarazenen und Kelten[35]
- 2011/2012: Leben am römischen Limes, in stein- und bronzezeitlichen Pfahlbauten und in der eiszeitlichen Welt der Schwäbischen Alb[36]
- 2013 bis 2015: Voll bis unters Dach – Konstanz und sein Konzil (aus Anlass des 600. Jubiläums des Konstanzer Konzils)
- 2015 bis 2017: Die Pfahlbauten! (aus Anlass der Großen Landesausstellung 4.000 Jahre Pfahlbauten)
- 2020 bis 2021: Es kommt ein Schiff, geladen (Szenen rund um die Schifffahrt während der Pfahlbau- und Römerzeit sowie im Mittelalter)
- 2022 bis 2023: Burggeschichten (Burgen verändern sich: von der keltischen Heuneburg bis zur spätmittelalterlichen Adelsburg)
- 2024 bis 2025: Mönche, Mission, Abenteuer (aus Anlass des Jubiläums: Welterbe des Mittelalters – 1300 Jahre Klosterinsel Reichenau)

## Weiter Wissenswert
Das ALM hat einen Förderverein mit 150 Mitgliedern.
Das ALM publiziert im Umfeld seiner Ausstellungen und seine Forschungen. Insgesamt sind in den ersten 30 Jahren seines Bestehens 43 Bücher und sechs Begleitbände erschienen. Dazu gehören
- die ALManach-Reihe,
- Begleitbände zu den Großen Landesausstellungen, jeweils auch mit Büchern zum Thema in kindgerechtem Format,
- Begleitpublikationen zu den Sonder- und Wanderausstellungen,
- Museumsführer und
- weitere Einzelpublikationen.[41]

Darüber hinaus ist das ALM Mitherausgeber der Reihe Erkennen – Bestimmen – Beschreiben.